# Шлях (Харьковская область)
Шлях (укр. Шлях) — село,
Шаровский сельский совет,
Валковский район,
Харьковская область.
Код КОАТУУ — 6321288510. Население по переписи 2001 г. составляет 541 (231/310 м/ж) человек.

## Географическое положение

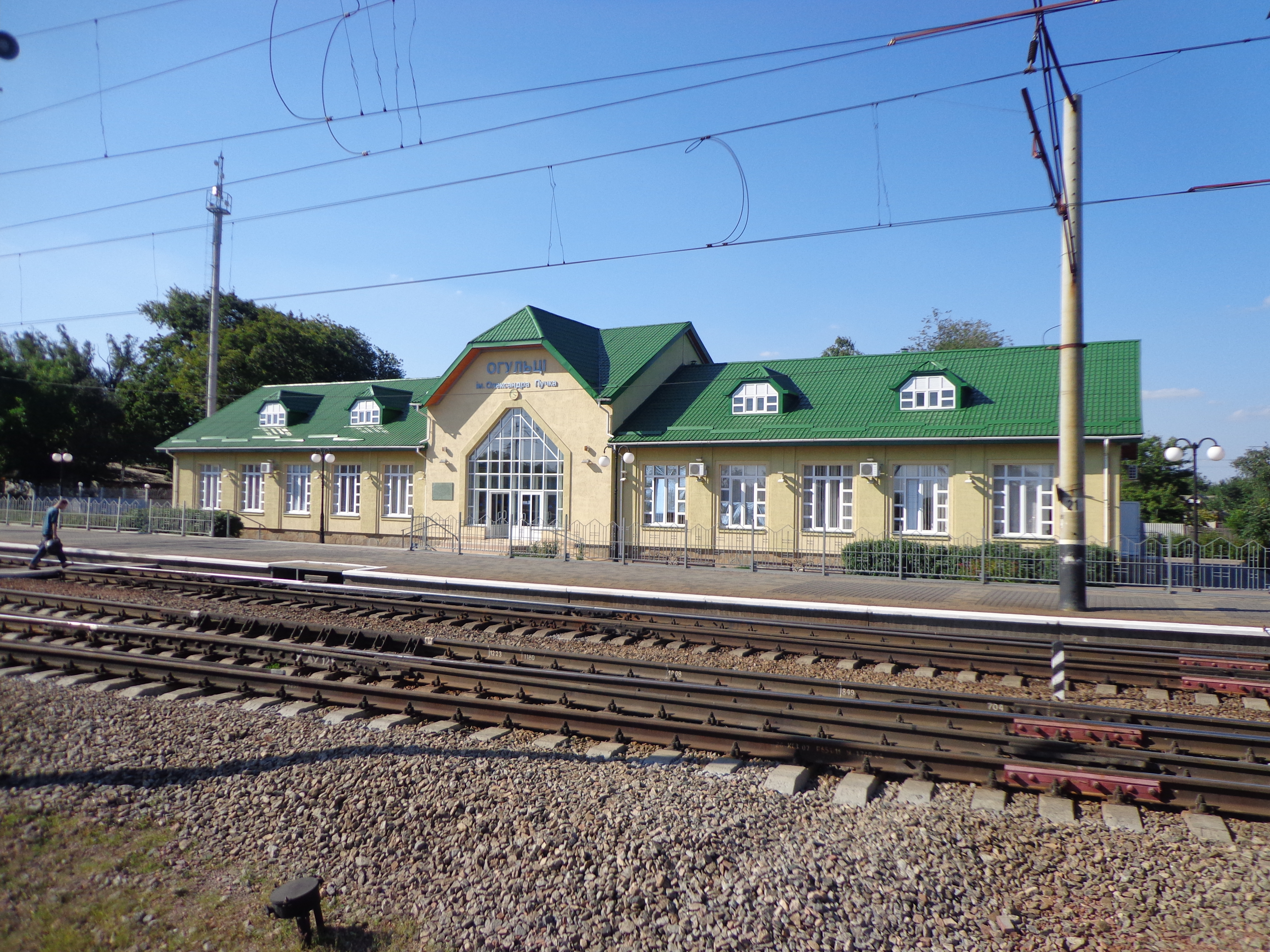
Железнодорожная станция Огульцы, расположенная в селе.

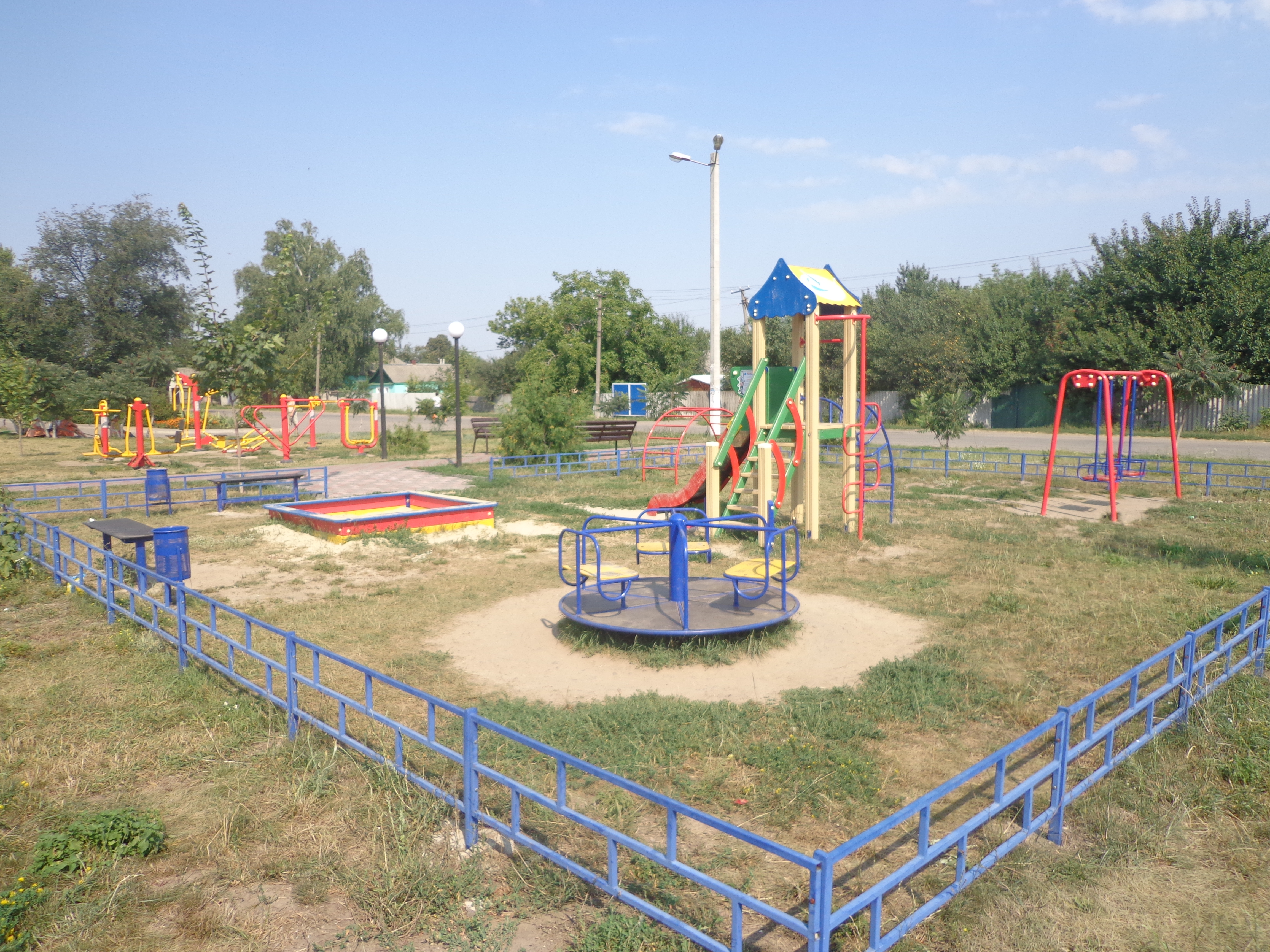
Детская площадка у вокзала.

Село Шлях находится на склонах балки Герасимкова, на пересечении
автомобильной дороги М-03 (E 40)
и железной дороги (станция Огульцы).
К селу примыкают населенные пункты Свинари, Пасечное, Буровка и Шаровка.

## История
- 1695 — дата основания.

## Экономика
- В селе есть молочно-товарная ферма.
- ЧФ «Харьковагросоюз».